# Класификация
Класификация се нарича методът или процесът на организиране на обекти или концепции в категории. Процесът се извършва съгласно свойствата на обектите/концепциите и някакъв метод (схема) на класификация. Крайният резултат, т.е. създаденото изображение на обекти в категории, също се нарича класификация.
Когато се ползва термина класификация, най-често се има предвид таксономична класификация, в която категориите са подредени в йерархия, която може да се представи с (едно или повече) дървета. Примери за таксономична класификация са:
- Медицинска класификация
- Класификация на крайни прости групи
- Статистическа класификация
- Универсална десетична класификация
- Класификация на организмите
- Класификация на животните
- Класификация на бозайниците
- Класификация на скорпионите
- Класификация на динозаврите
- Класификация на растенията
- Класификация на гъбите
- Класификация на археите